# Нордвест (Лейден)
Нордвест (нід. Noordvest) — дільниця у нідерландському місті Лейден. Розташована в межах району Бінненстад-Норд, межує з дільницями Моленбюрт (на заході, відокремлена річкою Маре), Маревейк (на півдні, відокремлена каналом Ауде-Вест), Хавенвейк-Норд (на сході, відокремлена каналом Ауде Херенграхт), Грунорд і Нордеквартір (обидві на півночі, відокремлені каналом Маресінгел).

## Історія
Місцевість, де розташована сучасна дільниця Нордвест, почала заселятися наприкінці XVI століття, коли після перемоги Нідерландської революції до країни стали стікатися протестанти із сусідніх католицьких країн. Перша хвиля іммігрантів прибула до Лейдена 1577 року, а вже 1611 року міська влада утворила новий район, який офіційно увійшов до складу міста. Цей район заселяли переважно німці та валлонці, через що лейденці називали його Валлонським (нід. Walenwijk).
У 1665 році на набережній Корте Маре архітектор Віллем ван дер Гелм збудував браму Марепорт (розібрана 1864 року). Це була чи не найважливіша брама міста, адже від неї починався торговий шлях каналами до Гарлема.
У XIX — у 1-й половині XX століття це був промисловий район. Тут розташовувалися численні фабрики та муніципальні установи, зокрема, газова фабрика і сміттєспалювальна станція.
1848 року з північного боку вулиці Лангеграхт збудували першу в Нідерландах міську газову фабрику, яка згодом перетворилася на ТЕС. З 1907 року вона виробляла електрику для освітлення приміщень та вулиць міста. Станом на 2015 рік це єдина промислова споруда в історичному центрі міста, що функціює. Сміттєспалювальна станція, зведена у 1912–1914 роках розташовувалася на розі вулиці Лангеграхт і Нордерстрат і була другою за розмірами Нідерландах. Втім, вже 1929 року її закрили, і станом на 2015 рік це найстаріша збережена сміттєспалювальна станція у країні.
В районі вулиці Заменгофстраат (Zamenhofstraat) розташовувалася текстильна фабрика Ф. ван Лелівельда. Тут у листопаді 1816 вперше у Північних Нідерландах застосували у промисловості паровий двигун. Між вулицями Лангеграхт, Зандстрат, Волмоленграхт і Ауде Сінгелом розташовувалася фабрика із виробництва женеверу — голландського міцного напою. Її збудували у 1817–1825 роках на фундаменті старішої винокурні, зведеної 1743 року. 1968 року винокурню розібрали, у XXI столітті тут розміщений житловий квартал. Також на Лангеграхті розташовувалася фабрика з виробництва ниток для плетіння Clos & Leembruggen. На набережній Корте Маре у будинках XVII століття розміщувалася текстильна фабрика Яна ван Гейкелома (Jan van Heukelom).

## Відомі особи, пов'язані з дільницею Нордвест
У будинку на розі вулиці Лангеграхт і Остдварсграхт (не зберігся) 9 вересня 1839 року народилася Марія Сваненбург, більш відома як «Добра Мі» (нід. Goeie Mie) — серійна вбивця, що отруїла арсеном щонайменше 27 осіб. 1986 року на новобудові, що стоїть на місці будинку родини Сваненбург, встановлено пам'ятну дошку.

## Населення і забудова
На території дільниці станом на 2013 рік проживало 1 650 осіб, з них 865 чоловіків і 785 жінок. Найбільшу групу за віком (48%) складають люди віком від 25 до 44 років, 31% мешканців — старше 45 років.
Близько 35% мешканців — іммігранти. З них 17% європейців, 18% — неєвропейського походження. З останніх найбільше марокканців (3%), суринамців (3%) та вихідців з Антильських островів (2%).
У Нордвесті 96% забудови зведено до 2000 року, 93% забудови використовується.

## Транспорт
По головній вулиці дільниці пролягають маршрути автобусів № 6 і № 56. Вони сполучають дільницю з центральним залізничним вокзалом, а також з іншими містами провінції, зокрема, з Лейдердорпом і Ворсхотеном.

## Пам'ятки історії та архітектури

### Національні пам'ятки
- по набережній Ауде Сінгел: будинки № 72 (1 пол. XVII ст.), 76 (XVIII ст.), 78 (1715 р.), 80 (поч. XIX ст.), 84 (сер. XVIII ст.), 86 (1757 р.), 96 (2 пол. XVII ст.), 98, 100, 104 (XVIII ст.), 106 (XIX ст.), 108 (XVII ст.), 110, 112, 114, 116 (XVIII ст.), 118 (XVII ст.), 124 (2 пол. XVIII ст.), 128 (XVII ст.), 130 (сер. XVIII ст.), 138, 140, 142, 144 (XVIII ст.), 146 (2 пол. XVIII ст.), 148 (XVIII ст.), 160 (остання чверть XVIII ст.), 164 (поч. XIX ст.), 190 (сер. XVIII ст.), 212 (XVIII ст.), 214 (XVII ст.), 218 (XVIII ст.), 220 (сер. XVIII ст.), 222 (2 пол. XVIII ст.), 224, 226, 240, 242 (XVIII ст.).
- гоф'є Ван-Ассенделфтсгоф (будинки № 1-16), засноване 1624 року
- по вулиці Волмоленграхт: будинки № 2 (XVII–XIX ст.), 4 (XVII ст.)
- по набережній Корте Маре: будинки № 16 (2 чв. XIX ст.), 24 (XVIII ст.), 26 (XIX ст.), 26-T, 28, 28-А (1764 р.), 30-32 (сер. XVIII ст.), 34 (XVIII ст.).
- по вулиці Остдварсграхт: будинки № 2, 16 (2 пол. XVII ст.), 18 (1 пол. XVIII ст.).

### Місцеві пам'ятки
- по набережній Ауде Сінгел: будинки № 74 (кін. XIX ст.), 102 (1895, колишня будівля громадських бань), 120 (кін. XIX ст.), 132 (поч. XIX ст.), 154 (XVIII–XIX ст.), 158 (поч. XVII ст.), 162 (кін. XIX ст.), 174–176 (1895, колишня будівля фабрики ковдр), 184 (2 пол. XIX ст.), 186 (1 пол. XIX ст.), 196 (кін. XIX ст.).
- по вулиці Бінненвестграхт 3-я: будинки № 1, 8, 9 (XIX ст.), 10, 11 (2 пол. XVII ст.), 12 (поч. XX ст.), 23 (комплекс будівель фабрики Clos en Leembruggen)
- будинки № 17-19 у гоф'є Ван-Ассенделфтсгоф (кінець XIX ст.)
- по вулиці Волмоленграхт: будинки № 6 (XVIII ст.), 17 (кін. XIX ст.), 19 (1757 р.), 22 (поч. XIX ст.)
- будинок № 12 по вулиці Зандстрат (бл. 1800 р.)
- по набережній Корте Маре: будинки № 4 (XVIII ст.), 12 (бл. 1900 р.), 14 (1619–1632 рр.), 20 (XIX ст.)
- по вулиці Лангеграхт: будинки № 2 (поч. XIX ст.), 40, 40-А (бл. 1880 р.), 42, 42-А (поч. XIX ст.), 44 (XVIII ст.)
- по вулиці Остдварсграхт: будинки № 1-3 (XVIII ст.), 8 (бл. 1900 ст.)
- у проїзді Папегайсболверк: будинок № 18-20 — будівля газової фабрики (1902–1905 рр.)
- на набережній Хаутмаркт: комплекси будинків № 22-29 та № 30-35 (1913 р.)

### Пам'ятники і меморіальні дошки
На стіні будинку № 88 встановлено рельєф De Wolwasser (укр. Мийник вовни), який нагадує про текстильну фабрику Krantz en Zoon, що існувала на місці будинку. Цей рельєф спочатку був вбудований у фасад фабрики, 1981 року фабрику зруйнували для будівництва житлового комплексу, а рельєф відреставрували і 1985 року вмонтували у стіну будинку.
На будинку № 86 встановлено меморіальну дошку на честь нідерландського поета і громадського діяча Віллема Білдердейка, який мешкав у цьому будинку з 1823 по 1827 рік.

## Урбаноніми
| Назва                | Оригінал (нід.)     | Тип       | Координати                                                               | Походження назви |
| -------------------- | ------------------- | --------- | ------------------------------------------------------------------------ | --- |
| Ауде Сінгел          | Oude Singel         | набережна | 52°9′45.1″ пн. ш. 4°29′32.8″ сх. д. / 52.162528° пн. ш. 4.492444° сх. д. | «Старий канал» — на честь каналу Ауде-Вест, який до 1611 року був сінгелом — каналом, що оточував місто; також «сінгелом» називали шлях, який пролягав по протилежному берегу оборонного каналу |
| Батстрат             | Baatstraat          | вулиця    | 52°9′45.5″ пн. ш. 4°29′45.2″ сх. д. / 52.162639° пн. ш. 4.495889° сх. д. | |
| Бінненвестґрахт 3-тя | 3e Binnenvestgracht | вулиця    | 52°9′50.9″ пн. ш. 4°29′25.6″ сх. д. / 52.164139° пн. ш. 4.490444° сх. д. | |
| Брандевейнсґрахт     | Brandewijnsgracht   | провулок  | 52°9′44.4″ пн. ш. 4°29′58.8″ сх. д. / 52.162333° пн. ш. 4.499667° сх. д. | |
| Ван-Ассенделфтсгоф   | Van Assendelftshof  | гоф'є     | 52°9′46.6″ пн. ш. 4°29′38.7″ сх. д. / 52.162944° пн. ш. 4.494083° сх. д. | На честь Бартоломеуса Віллемсзоона ван Ассендельфта, засновника цього гоф'є (1681 рік) |
| Вествал              | Vestval             | провулок  | 52°9′51.4″ пн. ш. 4°29′24.5″ сх. д. / 52.164278° пн. ш. 4.490139° сх. д. | |
| Волмоленґрахт        | Volmolengracht      | вулиця    | 52°9′46.6″ пн. ш. 4°29′36.2″ сх. д. / 52.162944° пн. ш. 4.493389° сх. д. | |
| Еммастрат            | Emmastraat          | вулиця    | 52°9′45.1″ пн. ш. 4°29′49.7″ сх. д. / 52.162528° пн. ш. 4.497139° сх. д. | На честь королеви Емми, другої дружини короля Віллема III |
| Заменгофстрат        | Zamenhofstraat      | вулиця    | 52°9′50.7″ пн. ш. 4°29′26.8″ сх. д. / 52.164083° пн. ш. 4.490778° сх. д. | На честь Людвіга Заменгофа, винахідника есперанто |
| Зандстрат            | Zandstraat          | вулиця    | 52°9′46.4″ пн. ш. 4°29′42.2″ сх. д. / 52.162889° пн. ш. 4.495056° сх. д. | |
| Зуткерсгоф           | Zoutkeershof        | гоф'є     | 52°9′43.6″ пн. ш. 4°29′58″ сх. д. / 52.162111° пн. ш. 4.49944° сх. д.    | |
| Клокпорт             | Klokpoort           | вулиця    | 52°9′44.8″ пн. ш. 4°29′54.2″ сх. д. / 52.162444° пн. ш. 4.498389° сх. д. | |
| Колграхт             | Koolgracht          | вулиця    | 52°9′44.4″ пн. ш. 4°29′54.8″ сх. д. / 52.162333° пн. ш. 4.498556° сх. д. | |
| Колстрат             | Koolstraat          | вулиця    | 52°9′44″ пн. ш. 4°29′55.9″ сх. д. / 52.16222° пн. ш. 4.498861° сх. д.    | |
| Корте Маре           | Korte Mare          | набережна | 52°9′48″ пн. ш. 4°29′23″ сх. д. / 52.16333° пн. ш. 4.48972° сх. д.       | Набережна річки Маре |
| Лангеграхт           | Langegracht         | вулиця    | 52°9′47″ пн. ш. 4°29′41″ сх. д. / 52.16306° пн. ш. 4.49472° сх. д.       | |
| Нордерстрат          | Noorderstraat       | вулиця    | 52°9′47.5″ пн. ш. 4°29′57.2″ сх. д. / 52.163194° пн. ш. 4.499222° сх. д. | |
| Остдварсграхт        | Oostdwarsgracht     | вулиця    | 52°9′45″ пн. ш. 4°29′48″ сх. д. / 52.16250° пн. ш. 4.49667° сх. д.       | |
| Папегайсболверк      | Papegaaisbolwerk    | проїзд    | 52°9′50.7″ пн. ш. 4°29′36.3″ сх. д. / 52.164083° пн. ш. 4.493417° сх. д. | |
| Рейневестстеег       | Reineveststeeg      | провулок  | 52°9′50.1″ пн. ш. 4°29′29.6″ сх. д. / 52.163917° пн. ш. 4.491556° сх. д. | |
| Твелінгстрат         | Tweelingstraat      | вулиця    | 52°9′49.3″ пн. ш. 4°29′44.6″ сх. д. / 52.163694° пн. ш. 4.495722° сх. д. | |
| Гаутмаркт            | Houtmarkt           | набережна | 52°9′43.3″ пн. ш. 4°30′00.2″ сх. д. / 52.162028° пн. ш. 4.500056° сх. д. | |
| Гейґстрат            | Huigstraat          | вулиця    | 52°9′49.9″ пн. ш. 4°29′54.4″ сх. д. / 52.163861° пн. ш. 4.498444° сх. д. | |
| Гендрікстрат         | Hendrikstraat       | вулиця    | 52°9′46.7″ пн. ш. 4°29′58.9″ сх. д. / 52.162972° пн. ш. 4.499694° сх. д. | На честь забудовника цієї місцевості |